# Phaedra (film)

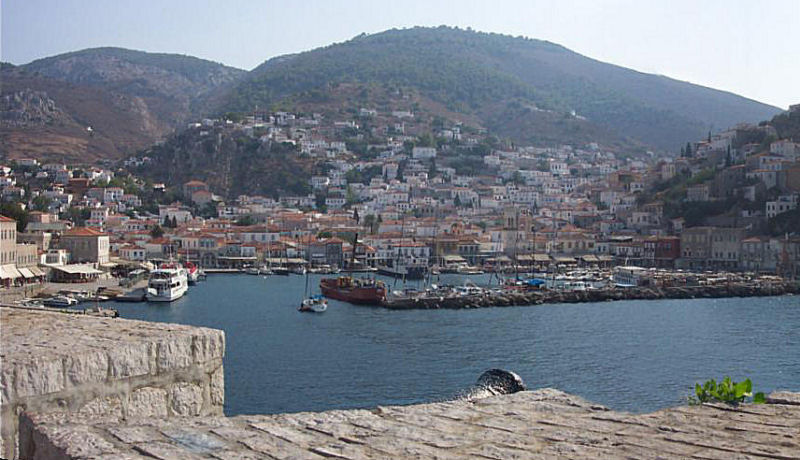
Haven van Hydra, waar een deel van de film is opgenomen

Phaedra (Grieks: Φαίδρα) is een Frans-Grieks-Amerikaanse dramafilm uit 1962 onder regie van Jules Dassin. Het scenario is gebaseerd op het treurspel Hippolytus van de Griekse toneelschrijver Euripides.

## Verhaal
De vader van Alexis is een rijke reder. Hij trouwt met de veel jongere, vurige Phaedra. Als Alexis zijn stiefmoeder ontmoet, worden ze verliefd op elkaar. Ze beginnen een affaire met tragische gevolgen.

## Rolverdeling
| Acteur          | Personage |
| --------------- | --------- |
| Melina Mercouri | Phaedra   |
| Anthony Perkins | Alexis    |
| Raf Vallone     | Thanos    |
| Elizabeth Ercy  | Ercy      |